# Епископија брегалничка
Епископија брегалничка је епархија Православне охридске архиепископије под јурисдикцијом Српске православне цркве. Надлежни архијереј је епископ Марко (Кимев), а сједиште епископије се налази у Штипу.

## Историја
Све до 2002. године, ово подручје се у оквиру епархијског устројства СПЦ сматрало делом упражњене Злетовско-струмичке епархије, чијим је администраторима још од избијања црквеног раскола (1967) било забрањивано (од стране држвних власти тадашње СР Македоније, односно БЈРМ) да обављају своју службу на том простору, на коме је тадашња расколничка Македонска православна црква у међувремену основала своју Брегалничку епископију.
Непоседно након склапања Нишког споразума, СПЦ је током 2002. године донела неколико одлука о преуређењу јерархијских односа у циљу организовања аутономне Охридске архиепископије, у чијем саставу би се налазила и новостворена канонска Брегалничка епископија. Одлуком Светог архијерејског сабора СПЦ од 23. септембра 2002. године, тадашњи велешко-повардарски владика Јован (Вранишкоски) постављен је за патријаршијког егзарха над свим епархијама СПЦ на подручју тадашње БЈРМ, укључујући и Брегалничку епископију.
Срварање канонске Брегалничке епископије потврђено је 24. маја 2005. године када је Свети архијерејски сабор СПЦ донео Томос о црквеној аутономији Православне охридске архиепископије, у коме је у склопу аутономне ПОА била назначена и ова епископија, а недуго потом за брегалничког епископа изабран је 2006. године дотадашњи титуларни епископ дремвички Марко (Кимев).
У периоду од 2002. до 2022. године, Епископија брегалничка била је једина канонска наследница древних православних епархија које су вековима постојале у поречју Брегалнице. Питање о опстанку ове епископије и целе ПОА покренуто је у пролеће 2022. године, након измирења између СПЦ и МПЦ. Услед велике сложености тог питања, које није могло бити решено одмах, архијереји ПОА нису присуствовали објављивању патријарховог томоса о аутокефалности МПЦ, који је био уручен 5. јуна у Београду. Решавање тих комплексних питања изнова је покренуто у пролеће 2023. године, када је постигнут коначни споразум о интеграцији ПОА са МПЦ, што је подразумевало и фактички престанак постојања ПОА и свих њених епископија.